# 宇摩圏
宇摩圏（うまけん）は、愛媛県が定めた圏域区分である。愛媛県の四国中央市がこれに属する。宇摩圏域とも表記される。

## 規模・地理
- 人口は、愛媛県の6つの圏域の中で最も少ない。
- 四国縦貫自動車道・四国横断自動車道が圏域を通り、道路交通は便利であるといえる。

### 「10% 都市圏（通勤圏）」
宇摩圏における都市雇用圏（10% 通勤圏）の人口は約9万人（2010年国勢調査基準）。
都市雇用圏（10% 通勤圏）の変遷
- 10% 通勤圏に入っていない自治体は、各統計年の欄で灰色かつ「-」で示す。

| 自治体 ('80) | 1980年                    | 1990年                    | 1995年                    | 2000年                    | 2005年                    | 2010年                    | 自治体 （現在） |
| ------------ | ------------------------- | ------------------------- | ------------------------- | ------------------------- | ------------------------- | ------------------------- | --------------- |
| 川之江市     | 伊予三島 都市圏 9万5164人 | 伊予三島 都市圏 9万7157人 | 伊予三島 都市圏 9万5977人 | 伊予三島 都市圏 9万4600人 | 四国中央 都市圏 9万2854人 | 四国中央 都市圏 9万0187人 | 四国中央市      |
| 伊予三島市   | 伊予三島 都市圏 9万5164人 | 伊予三島 都市圏 9万7157人 | 伊予三島 都市圏 9万5977人 | 伊予三島 都市圏 9万4600人 | 四国中央 都市圏 9万2854人 | 四国中央 都市圏 9万0187人 | 四国中央市      |
| 土居町       | 伊予三島 都市圏 9万5164人 | 伊予三島 都市圏 9万7157人 | 伊予三島 都市圏 9万5977人 | 伊予三島 都市圏 9万4600人 | 四国中央 都市圏 9万2854人 | 四国中央 都市圏 9万0187人 | 四国中央市      |
| 新宮村       | 伊予三島 都市圏 9万5164人 | 伊予三島 都市圏 9万7157人 | 伊予三島 都市圏 9万5977人 | 伊予三島 都市圏 9万4600人 | 四国中央 都市圏 9万2854人 | 四国中央 都市圏 9万0187人 | 四国中央市      |
| 別子山村     | -                         | -                         | 伊予三島 都市圏 9万5977人 | 伊予三島 都市圏 9万4600人 | 新居浜 都市圏             | 新居浜 都市圏             | 新居浜市        |

- 2003年4月1日：新居浜市に別子山村を編入。
- 2004年4月1日：川之江市、伊予三島市、土居町、新宮村が新設合併し四国中央市が発足。

## 産業

### 本社を置く主要企業
- 大王製紙
- ユニチャーム
- 丸住製紙
- 服部製紙
- 丸三製紙
- 株式会社トーヨ
- カミ商事
- 福助工業
- 川之江信用金庫

### 工業
- 伊予三島市、川之江市で製紙産業が盛んで多数の製紙工場が立地する。
- 東証1部上場の大王製紙、ユニチャームが本社、工場を置く。

### 商業
- 大型スーパーではイオン、松山市に本社を置くフジグラン、高松市に本社を置くマルナカなどが立地する。
- スーパー以外にも県内外の専門店も複数立地している。

## 行政
- 伊予三島市に本庁舎をおき川之江、土居、新宮に総合庁舎を置いている。また出張所数箇所設けている。
- 紙関係の施設がいくつか立地する。